# Шаолинь против ламы
«Шаолинь против ламы» (кит. трад. 少林鬥喇嘛, упр. 少林斗喇嘛, пиньинь Shàolín dòu lǎma, палл. Шао линь доу ла ма) — тайваньский фильм 1983 года о боевых искусствах, снятый режиссёром Ли Цзонанем по сценарию Чжан Синьи. Главные роли исполнили Александр Ло, Чан Шань и Ли Хуэйюнь. Постановщиком боевых сцен выступил Пэн Ган. Картина получила восторженные отзывы критиков.

## Сюжет
Сун Юйтин, молодой парень с пристрастием к изучению кунг-фу с самого детства, находится в поисках знаменитых мастеров боевых искусств в округе на протяжении нескольких лет, но его желание обрести достойного мастера, который мог бы обучить его чему-то новому, так и не было реализовано.
Однажды Юйтин спасает шаолиньского послушника, Сюй Ши. В качестве благодарности Ши обещает провести своего спасителя в Шаолинь изучать кунг-фу. Поскольку Юйтин давно восхищался шаолиньским мастерством, для него это редкая и ценная возможность. Юйтин с радостью следует за Ши и проникает в храм через собачий лаз.
У Ши есть чудаковатый учитель Бу Цзе, который, хоть и является монахом, но не воздерживается ни от вина, ни от мяса. Юйтин, видя, что монах является превосходным знатоком боевого искусства, намерен стать его учеником. При содействии Ши Юйтин атакует монаха — таким образом он украдкой осваивает его боевой стиль. Тем не менее, не сумев сохранить своё местонахождение в тайне, Юйтин попадается последователям Шаолиня, и его выгоняют из храма.
Несмотря на выдворение, Юйтин не желает далеко уходить и надеется на новую возможность вернуться на территорию Шаолиня. Однако из-за патрулирования приграничной с храмом территории шаолиньскими монахами, Юйтин осознаёт, что вернуться обратно не получится.
Однажды в обветшалом храме Юйтин спасает девушку по имени Сяо Яньни, дочь прежнего главы клана, за которой гонятся люди из клана Небесного Ястреба. Поскольку Яо Фэнлинь, второй человек в клане, намеревается стать его предводителем, он убил отца Яньни и теперь намерен убить и её, чтобы о его истинных секретных намерениях не узнали другие члены клана.
Когда Юйтин и Ши помогают залечить раны Яньни, неожиданно появляются трое подчинённых Фэнлиня. На помощь приходит Бу Цзе, попутно обучая Юйтина шаолиньским стилям кунг-фу в его схватке с преследователями.
Вскоре выясняется, что Бу Цзе высоко оценивает талант Юйтина, но, ограниченный правилами монастыря и своей собственной клятвой не брать никого к себе в ученики, только так он может передать Юйтину свои боевые навыки. Восторженный Юйтин с трудом изучает технику шаолиньского кулака при поддержке Ши и Яньни.
Внезапно появляется Фэнлинь со своими людьми и наносит ранение Юйтину, используя своё боевое мастерство. Увидев Фэнлиня, Ши шокирован — он узнаёт в нём Чжи Гуана, когда-то любимого ученика Бу Цзе.
Яо Фэнлинь изначально был учеником тибетского ламы Золотое Колесо, который был ранен в схватке с Бу Цзе и позже умер от ран по возвращении в Тибет. В попытке отомстить Яо Фэнлинь отправился в Шаолинь, где его новым учителем стал Бу Цзе, а сам он стал его любимым учеником. Тем не менее, однажды ночью, когда Фэнлинь проник в зал со священными писаниями, чтобы украсть редкое шаолиньское руководство Ицзиньцзин, он нанёс ранение своему шокированному учителю, пытавшемуся его остановить, и сбежал. После такого потрясения Бу Цзе пообещал больше не брать никого к себе в ученики.
Сбежав из Шаолиня, Фэнлинь присоединился к клану Небесного Ястреба с намерением присвоить себе главное место в клане и направить людей Небесного Ястреба на борьбу с Шаолинем.
Раскрыв истинную личность Фэнлиня, Сюй Ши находчиво спасает Юйтина и девушку, чтобы затем укрыть их в монастыре. Побоявшись вызвать сомнения у последователей храма, Фэнлинь отступает и планирует проникнуть в храм ночью, чтобы наконец убить Сяо Яньни.
Спрятавшихся в Шаолине Юйтина и Яньни находят монахи. Главный настоятель Шаолиня, Сюань Цы, ругает и распоряжается выкинуть незваных гостей за стены монастыря. Между тем, узнав от Сюй Ши про Фэнлиня, Бу Цзе раскрывает замысел своего бывшего ученика. В спешке он приходит в комнату к настоятелю, обещая взять Юйтина к себе в ученики.
С течением времени Юйтин сбривает волосы и становится послушником Шаолиня, а Яньни временно содержится в близлежащем женском монастыре. Чтобы передать своему новому ученику все свои познания, Бу Цзе внимательно следит за его тренировками, убеждаясь в том, что Юйтин усердно трудится.
Однажды ночью, когда Фэнлинь проникает в храм, чтобы убить Яньни, Бу Цзе приходит на помощь. Настоятель и другие приходят на место, но Бу Цзе погибает, а Фэнлиню удаётся скрыться.
Юйтин, видя убитого от рук Фэнлиня учителя, наполнен отчаянием и скорбью. Он пытается сбежать, чтобы отмстить за учителя, но настоятель останавливает парня. С тех пор Юйтин тренируется более упорно.
Позже Фэнлинь выясняет, что Яньни скрывается в женском монастыре. Он отправляется туда ночью. Тем не менее, глава зала боевых искусств Сюань У прибывает на помощь. Он до последнего защищает девушку, но в конечном счёте оба погибают.
Сюань Цы, опечаленный известием о смерти своего коллеги, просит Юйтина тренироваться более усердно. Под руководством старого монаха в комнате с ценными книгами Юйтин изучает уникальную технику боевых искусств монастыря Шаолинь, «пальцы Будды».
На следующий день Яо Фэнлинь вызывает на дуэль настоятеля Шаолиня на хребет Героев. Узнав об этом, Юйтин спешит туда, несмотря на то, что Сюй Ши и другие монахи пытаются его остановить. Наконец, Юйтин побеждает Фэнлиня с помощью «пальцев Будды». Пройдя через множество страданий и тренировок, Сун Юйтин становится мастером монастыря Шаолинь.

## В ролях
- Александр Ло Жуй (羅銳) — Сун Юйтин (宋玉亭). Став монахом Шаолиня, получает новое имя — Чжи Син (智性).
- Чан Шань (常山) — Яо Фэнлинь (姚峯林), тибетский лама. В прошлом был известен как Чжи Гуан (智光).
- Ли Хуэйюнь (李蕙芸) — Сяо Яньни (蕭燕妮), дочь главы клана Небесного Ястреба.
- Сунь Жунцзи (孫榮吉) — Бу Цзе (不戒), старый монах Шаолиня. В прошлом носил другое имя — Сюань Нань (玄難).
- Уильям Янь (閻鏱) — Сюй Ши (虛石), монах Шаолиня.
- Чжан Гуаньлун (張冠龍) — Сюань Цы (玄慈), настоятель Шаолиня.
- Ян Сюн (楊雄) — Чжи Кун (智空), монах Шаолиня.
- Хэ Синнань (何興南) — Сюань У (玄武), глава зала боевых искусств Шаолиня.
- Чан Ильто[англ.] (張一道) — Сяо (蕭), глава клана Небесного Ястреба.
- Ван Цишэн (в титрах не указан) — Чжоу (周), мастер боевых искусств, которого вызывает на бой Юйтин в попытке найти себе учителя.
- Сюй Вэньжуй (в титрах не указан) — Ван Ган (王剛), предатель главы клана Небесного Ястреба.

## Отзывы
Авторы книги о фильмах про боевые искусства «The Encyclopedia of Martial Arts Movies» похвалили декорации, операторскую работу и искусство кунг-фу, и  в целом фильм был оценён в наивысшие 4 звезды. Российский кинокритик Борис Хохлов определил кинофильм Ли Цзонаня как «классику фильмов о боевых искусствах», а самым главным в фильме критик назвал бои. Брэд Карран также отнёс картину к разряду классических фильмов о кунг-фу. Бен Джонсон оценил фильм в 4,5 звезды из возможных 5. Фил Миллс поставил фильму 4 звезды из 5, а в качестве завершения рецензии написал, что «Шаолинь против ламы уровня выше многих тайваньских фильмов кунг-фу просто потому, что Ли Цзонань знает, как сохранять его интересным». Крис Хэтчер присвоил фильму все десять баллов, назвав его «особенным и заслужившим своё место на верхней полке как величайший всех времён».